# Yunus Emre-moskee (Sledderlo)
De Yunus Emre-moskee is een Turkse moskee in de Genkse wijk Sledderlo, gelegen aan Wintergroenstraat 61, naar een ontwerp van architect Guido Walgrave..
De Turkse moskeevereniging begon te Sledderlo in 1982 met haar activiteiten. De bijeenkomsten vonden aanvankelijk plaats in een noodgebouw en in 1996 begon men met de bouw van een definitieve moskee, die in 2002 werd afgewerkt.
De moskee heeft een centrale gebedsruimte met een oppervlakte van 1185 m2. Er is een koepel en een minaret. De moskee wordt omringd door een aantal ruimten die onder meer voor sociale activiteiten gebruikt worden. De moskee is genoemd naar de dichter Yunus Emre, een van de belangrijkste soefi-dichters van Turkije.
Er worden rondleidingen door deze moskee georganiseerd.